# Arthur Kingsley Porter
Arthur Kingsley Porter (1883-1933) est un médiéviste et historien de l'art américain, spécialiste de l'architecture et de la sculpture romanes. Il est reconnu comme un pionnier de l'étude de l'architecture lombarde.

## Biographie
A. Kingsley Porter naît dans une vieille et riche famille du Connecticut ; il perd sa mère à l'âge de huit ans.
En 1904, suite peut-être à d'autres décès dans sa famille, le jeune homme de santé fragile a une « conversion mystique » dans la cathédrale de Coutances. Il vient d'obtenir son diplôme en droit à l'université Yale, mais se tourne maintenant vers l'architecture, qu'il étudie à l'École d'architecture de l'université Columbia. Il prend tôt la décision de ne pas être un architecte, mais un historien de l'architecture.
Après des années de recherche et de photographies en Europe, il fait paraître Medieval Architecture en 1909 et The Construction of Lombard and Gothic Vaults en 1911. Reprenant une thèse de Teserio Rivoira, il soutient dans Lombard Architecture que Rome était la source principale de l'architecture médiévale ; cet ouvrage le fait largement connaître.
En 1915, il devient chargé d'enseignement à Yale. En 1918, il dirige en France des travaux de restauration de bâtiments endommagés par la guerre. C'est en France qu'il rencontre Bernard Berenson, historien de l'art de Harvard, dont il devient l'ami et avec lequel il voyage. Un autre de ses amis célèbres est Josep Puig i Cadafalch.
Porter retourne aux États-Unis en 1920 et enseigne à Harvard. En 1923, il enseigne à la Sorbonne. La même année paraît son ouvrage le plus connu, et le plus débattu, Romanesque Sculpture of the Pilgrimage Roads, qui compte dix volumes, dont neuf d'illustrations. Il y soutient l'opinion que les architectes médiévaux s'influençaient librement, sans considération de frontières, ce qui le place en opposition avec Émile Mâle, qui voyait dans le Languedoc un foyer du style du XIIe siècle.
Les circonstances de sa mort n'ont jamais été éclaircies. Il se serait noyé sur la plage d'Inishbofin dans le comté de Donegal en Irlande, où il avait une maison de campagne.

## Œuvres (sélection)
Sauf mention contraire, les œuvres en ligne sont accessibles par Internet Archive.
- Medieval architecture; its origins and development, with lists of monuments and bibliographies, New York, The Baker and Taylor Co., 1908
  - En ligne : vol. 1 ; vol. 2
- The construction of Lombard and Gothic vaults, New Haven, Yale University Press, 1911
- Beyond Architecture, Boston, Marshall Jones Co., 1918
- « The rise of Romanesque sculpture », dans American Journal of Archaeology, 1er octobre 1918
- The Seven who slept, Boston, Marshall Jones Co., 1919 — « A drama »
- « Les débuts de la sculpture romane », dans Gazette des beaux-arts, vol. 61 (1919), p. 47-60 — Sur Gallica
- The Sculpture of the West, Boston, Marshall Jones Co., 1921 — Conférence
- Lombard Architecture, New Haven, Yale University Press, 1915–17, 4 vol.  — Le volume 4 est constitué surtout d'illustrations
  - En ligne : vol. 1 ; vol. 2 ; vol. 3
- Romanesque Sculpture of the Pilgrimage Roads, 1923, 10 vol.
- Spanish Romanesque Sculpture, Florence, Pantheon, 1928, 2 vol.
- The Crosses and Culture of Ireland, Londres, Oxford University Press, 1931.